# Ana Yancy Clavel
Ana Yancy Clavel Espinoza (San Salvador, 28 de abril de 1992) es una modelo y periodista salvadoreña máxima ganadora del certamen Nuestra Belleza El Salvador 2012. Representó a El Salvador en la 61.ª edición de Miss Universo el 19 de diciembre de 2012, en Las Vegas, Nevada. Actualmente, se desempeña como modelo y presentadora de Televisión.

## Biografía
Nació en San Salvador, el 28 de abril de 1992. Es Profesora en Educación Parvularia de la Universidad de El Salvador y actualmente estudiante de Comunicaciones en la Universidad Francisco Gavidia. Clavel ha sobresalido en sus estudios académicos con las calificaciones más altas, es amante de su carrera, y su mayor pasión es trabajar con niños y practicar deportes. Desde pequeña practicó natación y participó en algunos concursos en los que ganó medallas honoríficas, además practica baloncesto y fútbol. Ana Yancy también se considera enamorada de la actuación.
Su carrera profesional, inició en el mundo del modelaje en comerciales de televisión y pasarelas.
Durante su reinado como Nuestra Belleza El Salvador, estuvo presente en la pasarela "Fashion For Smiles" junto a Miss Universo 2011 y algunas candidatas latinas a la edición de ese año de Miss Universo.
Ana Yancy considera uno de sus mayores logros haber trabajado en un proyecto con niños en fase terminal.
Entre sus habilidades destacan tocar la flauta, domina el idioma inglés y el lenguaje de señas.

## Concursos de Belleza

### Nuestra Belleza El Salvador 2012
Ana Yancy asistió al casting para participar en Nuestra Belleza El Salvador el 28 de enero de 2012, donde resultó clasificada para un segundo casting, el cual consistió en una pasarela en traje casual y una en traje de baño donde participaron las 46 chicas seleccionadas y se eligieron a 17 semifinalistas. Este segundo casting fue realizado el 24 de febrero de 2012.
El 17 de marzo de 2012, en una rueda de prensa, fueron presentadas las 17 finalistas, entre ellas Ana Yancy. Esta presentación se llevó a cabo en el Royal Decameron Salinitas Hotel & Resort.
El final de Nuestra Belleza El Salvador 2012 fue el 27 de abril de 2012, en el Royal Decameron Salinitas Hotel & Resort, en Los Cóbanos, Sonsonate.

La elección de la nueva soberana del país, consistió en 2 pasarelas de las 17 candidatas: Una en traje casual y una en traje de baño. Luego de ambas pasarelas se llamó a las 5 finalistas, Ana Yancy fue la segunda que fue nombrada para avanzar a la final.
Una vez seleccionadas las 5 finalistas, se presentó una nueva pasarela en vestidos de noche y se les efectuó una pregunta a cada una. Ana Yancy fue la tercera en ser llamada a seleccionar y responder su pregunta, la cual estuvo a cargo de Carolina Casanova, Lic. en Etiqueta y Protocolo. La pregunta fue: "¿Cuáles son las tres cualidades que mejor definen a una mujer de éxito?" Ella contestó:

«Pues las tres cualidades que definen a una mujer de éxito son fuerte, maravillosa y emprendedora, porque eso somos las mujeres salvadoreñas»

Ana Yancy Clavel fue coronada Nuestra Belleza Universo El Salvador 2012 esa misma noche. La coronación estuvo a cargo de su antecesora Alejandra Ochoa, Nuestra Belleza Bicentenario.
Esa misma noche, Ana Yancy se tituló como la máxima ganadora del certamen al ganar un Hyundai hatchback del año, el sorteo fue entre María Luisa Vicuña y ella. María Luisa Vicuña se llevó el título de Nuestra Belleza Mundo El Salvador 2012.

En sus primeras entrevistas, como Nuestra Belleza El Salvador, expresó: "Me siento muy feliz por el éxito alcanzado. Agradezco a Dios, a mi familia y mis amigos por todo el apoyo que me brindaron a lo largo del concurso. De ahora en adelante me esforzaré para poner el alto el nombre de El Salvador", mientras era felicitada por sus compañeras.

### Miss Universo 2012
Ante la fuerte representación de otros países de Centroamérica en años anteriores, Ana Yancy Clavel representó a El Salvador en la sexagésima primera versión del concurso Miss Universo, que se celebró el 19 de diciembre de 2012 en Las Vegas, Nevada; Allí disputó con otras 88 candidatas de diversos países el título de Miss Universo, aunque fue una de las grandes favoritas para obtener la corona y encabezó las listas de muchas encuestas a nivel internacional, llegando a ser la latina más votada.
 y quién se esperaba diera la primera corona de Miss Universo a El Salvador, Ana Yancy no logró entrar al Top 16.
Ana Yancy culminó su reinado, coronando a su sucesora el 26 de abril de 2013, en el Hotel Royal Decameron Salinitas, donde las entonces Miss Nicaragua y Miss Costa Rica, visitaron por primera vez El Salvador para presenciar el evento invitadas por Ana Yancy, con quien forjaron una gran amistad durante el desarrollo de actividades de Miss Universo.
| Predecesora: Mayra Aldana | Nuestra Belleza El Salvador 2012 | Sucesora: Alba Delgado |

## Carrera en los medios
Ana Yancy inició su carrera en los concursos de belleza, a inicio de 2012 y en 2013 se convierte en la presentadora de la primera edición de un noticiero de la televisora que tenía a cargo su reinado.

### El Noticiero
Desde el 18 de marzo de 2013, aún como reina de belleza, Ana Yancy se convierte en presentadora de la primera emisión de uno de los noticieros más importantes de El Salvador: El Noticiero del TCS Canal 6 de Telecorporación Salvadoreña, poniendo a prueba su talento como presentadora de noticias, hasta diciembre de 2016.

### Noticiero Hechos
El 1 de febrero de 2017, Ana Yancy se une a Canal 12, propiedad de la transnacional de medios Albavision, a través de la empresa Red Salvadoreña de Medios (RSM), desempeñando su talento como presentadora de noticias en la edición estelar de Noticiero Hechos, desde esa fecha y hasta el 30 de marzo de 2018, junto a Roxana Webb.

### Hola El Salvador
El 2 de abril de 2018, Ana Yancy se incorpora a  la revista matutina pionera y número uno de El Salvador: "Hola El Salvador". La conducción de la revista Matutina es compartida con la presentadora Alejandra Ochoa quien también es Nuestra Belleza El Salvador 2011, la presentadora Georgina Cisneros, además del presentador, relator deportivo y actor Meme Rivera y el reconocido conductor, actor y locutor de Radio Henry Urbina.